# Mordechai Mark Zamenhof

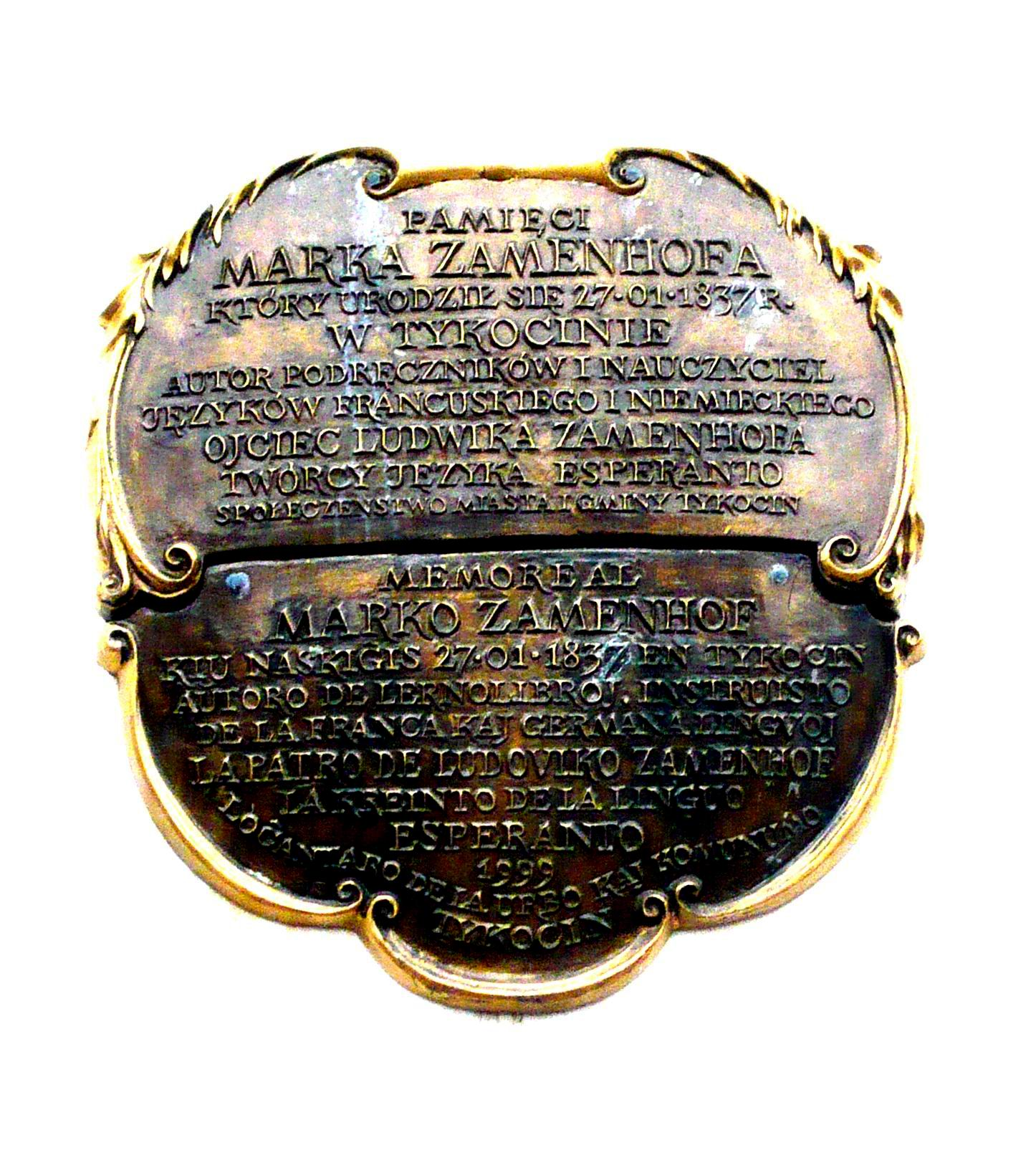
Placa en honor a Mark Zemnhof en Tykocin, su ciudad natal
polaco : Pamięci Marka Zamenhofa
Który urodził się 27•01•1837r w Tykocinie
Autor podręczników i nauczyciel języków francuskiego i niemieckiego
Ojciec Ludwika Zamenhofa
twórcy języka Esperanto
Społeczenstwo miasta i gminy Tykocin
esperanto : Memore al Marko Zamenhof
kiu naskiĝis 27•01•1837 en Tykocin
Aŭtoro de lernolibroj. Instruisto de la franca kaj germana lingvoj.
La patro de Ludoviko Zamenhof
la kreinto de la linguo (sic) Esperanto
1999
Loĝantaro de la urbo kaj komunumo Tykocin

Mordechai Mark Zamenhof (Tykocin, 27 de enero o 8 de febrero de 1837 - Varsovia, 29 de noviembre de 1907) fue el hijo de Fabian Zamenhof y el padre de L. L. Zamenhof. Ejerció como profesor de francés y alemán.
- Datos: Q2409902
- Multimedia: Markus Zamenhof / Q2409902